# Округ Графтон (Њу Хемпшир)
Округ Графтон (енгл. Grafton County) је округ у америчкој савезној држави Њу Хемпшир.

## Демографија
По попису из 2010. године број становника је 89.118, што је 7.375 (9,0%) становника више него 2000. године.
| Група             | 2000.          | 2010.          |
| Белци             | 77.730 (95,1%) | 82.294 (92,3%) |
| Афроамериканци    | 435 (0,5%)     | 828 (0,9%)     |
| Азијати           | 1.414 (1,7%)   | 2.633 (3,0%)   |
| Хиспаноамериканци | 914 (1,1%)     | 1.600 (1,8%)   |
| Укупно            | 81.743         | 89.118         |